# Jérôme Pétion de Villeneuve

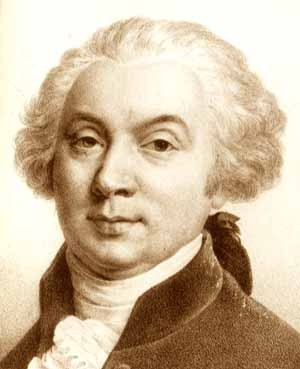
Jérôme Pétion de Villeneuve.

Jérôme Pétion de Villeneuve (Chartres, 1756 – Saint-Émilion, 1794) fue un revolucionario francés.

## Biografía
Hijo de un procurador de Chartres; se licenció como abogado en 1778, intentó hacerse un nombre en la literatura y escribió Sur les moyens de prévenir l’infanticide («acerca de los medios para prevenir el infanticidio»).
Fue elegido miembro, por Chartres, de los Estados generales. Fue uno de los líderes de los jacobinos, perteneciente a izquierda de la Asamblea constituyente. Tras la huida de la familia real en junio de 1791 fue uno de los encargados, junto con Antoine Barnave y Carlos César de Fay, conde de Latour-Maubourg, de hacerlos regresar a París. Monárquico constitucional, fue elegido alcalde de París en noviembre de 1791 en detrimento de Bailly.
Debido a su debilidad y falta de reacción, facilitó la manifestación antimonárquica del 20 de junio de 1792 llevada a cabo contra Luis XVI.
Elegido diputado de Eure-et-Loire en la Convención nacional, pasó a ser el primer presidente el 20 de septiembre de 1792, llegando a enfrentarse a Robespierre y aliándose con los girondinos, de los que fue expulsado el 2 de junio de 1793. Intentó sublevar a Normandía contra la Convención nacional, pero fracasó.
Ordenado su arresto, consiguió escapar y refugiarse en Burdeos, al sur de Francia. Se ahorcó en el bosque de Catol el 18 de junio de 1794.